# Стојник (Аранђеловац)
Стојник је насеље у Србији у општини Аранђеловац у Шумадијском округу. Према попису из 2022. има 1128 становника (према попису из 2011. било је 1285 становника). У селу постоји осмогодишња основна школа „Вук Стефановић Караџић”.
Овде се налазе ОШ „Вук Караџић” Стојник и Кућа Милутина Вучковића у Стојнику.

## Демографија
У насељу Стојник живи 1202 пунолетна становника, а просечна старост становништва износи 41,7 година (41,1 код мушкараца и 42,2 код жена). У насељу има 426 домаћинстава, а просечан број чланова по домаћинству је 3,49.
Ово насеље је великим делом насељено Србима (према попису из 2002. године).
|  |

| Демографија | Демографија | Демографија |
| Година      | Становника  | Становника  |
| ----------- | ----------- | ----------- |
| 1948.       | 1.736       |             |
| 1953.       | 1.838       |             |
| 1961.       | 1.727       |             |
| 1971.       | 1.662       |             |
| 1981.       | 1.539       |             |
| 1991.       | 1.438       | 1.438       |
| 2002.       | 1.486       | 1.502       |
| 2011.       | 1.285       |             |
| 2022.       | 1.128       |             |

| Етнички састав према попису из 2002.‍ | Етнички састав према попису из 2002.‍ | Етнички састав према попису из 2002.‍ | Етнички састав према попису из 2002.‍ | Етнички састав према попису из 2002.‍ |
| ------------------------------------ | ------------------------------------ | ------------------------------------ | ------------------------------------ | ------------------------------------ |
|                                      |                                      |                                      |                                      |                                      |
| Срби                                 | Срби                                 |                                      | 1.478                                | 99,46%                               |
| Црногорци                            | Црногорци                            |                                      | 2                                    | 0,13%                                |
| Украјинци                            | Украјинци                            |                                      | 1                                    | 0,06%                                |
| Словаци                              | Словаци                              |                                      | 1                                    | 0,06%                                |
| непознато                            | непознато                            |                                      | 3                                    | 0,20%                                |

| Година пописа     | 1948. | 1953. | 1961. | 1971. | 1981. | 1991. | 2002. |
| ----------------- | ----- | ----- | ----- | ----- | ----- | ----- | ----- |
| Број домаћинстава | 327   | 350   | 373   | 373   | 354   | 332   | 426   |

| Број чланова      | 1  | 2  | 3  | 4  | 5  | 6  | 7  | 8 | 9 | 10 и више | Просек |
| ----------------- | -- | -- | -- | -- | -- | -- | -- | - | - | --------- | ------ |
| Број домаћинстава | 60 | 99 | 65 | 74 | 56 | 53 | 17 | 1 | 0 | 1         | 3,49   |

| Пол    | Укупно | Неожењен/Неудата | Ожењен/Удата | Удовац/Удовица | Разведен/Разведена | Непознато |
| ------ | ------ | ---------------- | ------------ | -------------- | ------------------ | --------- |
| Мушки  | 617    | 154              | 405          | 44             | 14                 | 0         |
| Женски | 630    | 94               | 407          | 114            | 12                 | 3         |
| УКУПНО | 1.247  | 248              | 812          | 158            | 26                 | 3         |

| Пол    | Укупно                    | Пољопривреда, лов и шумарство | Рибарство                            | Вађење руде и камена | Прерађивачка индустрија       |
| ------ | ------------------------- | ----------------------------- | ------------------------------------ | -------------------- | ----------------------------- |
| Мушки  | 356                       | 131                           | 0                                    | 5                    | 104                           |
| Женски | 152                       | 71                            | 0                                    | 1                    | 28                            |
| УКУПНО | 508                       | 202                           | 0                                    | 6                    | 132                           |
| Пол    | Производња и снабдевање   | Грађевинарство                | Трговина                             | Хотели и ресторани   | Саобраћај, складиштење и везе |
| Мушки  | 9                         | 13                            | 17                                   | 1                    | 47                            |
| Женски | 0                         | 1                             | 18                                   | 3                    | 5                             |
| УКУПНО | 9                         | 14                            | 35                                   | 4                    | 52                            |
| Пол    | Финансијско посредовање   | Некретнине                    | Државна управа и одбрана             | Образовање           | Здравствени и социјални рад   |
| Мушки  | 0                         | 0                             | 7                                    | 3                    | 4                             |
| Женски | 0                         | 2                             | 0                                    | 6                    | 12                            |
| УКУПНО | 0                         | 2                             | 7                                    | 9                    | 16                            |
| Пол    | Остале услужне активности | Приватна домаћинства          | Екстериторијалне организације и тела | Непознато            | Непознато                     |
| Мушки  | 3                         | 0                             | 0                                    | 12                   | 12                            |
| Женски | 2                         | 0                             | 0                                    | 3                    | 3                             |
| УКУПНО | 5                         | 0                             | 0                                    | 15                   | 15                            |